# 宙のまにまに オリジナルサウンドトラック
『宙のまにまに オリジナルサウンドトラック』（そらのまにまに オリジナルサウンドトラック）は、テレビアニメ『宙のまにまに』のサウンドトラックである。2009年10月7日にMellow Headから発売された。
テレビアニメ本編のBGM（「星空とハルモニア」収録曲のインストゥルメンタル版も含む）が収録されている。CDジャケットには、大八木朔、明野美星、矢来小夜、蒔田姫、江戸川正志、路万健康が描かれている。またライナーノーツ面のイラストは、表ジャケットのものを背後から見た構図になっている。音楽は、CooRie、大久保薫が担当している。

## 収録曲
1. 星のしずく 〜Sound track version〜 [2:15]
2. 素晴らしき運命の響き [1:19]
3. 真昼の星 [1:45]
4. 突撃シロホン [0:55]
5. フーミン協奏曲 [1:28]
6. 日常の調べ [2:20]
7. 光の朝 〜Sound track version〜 [1:57]
8. 深呼吸をするように [2:00]
9. チクタクかくれんぼ [1:17]
10. 見えない不安 [1:55]
11. ピコピコBOSSA [1:14]
12. 青春モノローグ [2:15]
13. ウエスタンに想いを馳せて [1:39]
14. 天文部のテーマ [1:56]
15. 君の笑顔、僕の想い、広がる宙へ [2:29]
16. 男気ブルース [1:48]
17. おてんばマレット [1:11]
18. ほんわか日常 [0:36]
19. 想い出プラネタリウム 〜Sound track version〜 [2:04]
20. 始まりは笑顔で [1:43]
21. 弾む想い [1:19]
22. ドタバタ日常 [0:25]
23. ふんわりエチュード [1:18]
24. Dear Friends [2:37]
25. ピチカートに恋してる [1:17]
26. GIRLYハミング [1:28]
27. TORAUMA [1:42]
28. 笑劇のサスペンス [2:20]
29. 煌めきHarmonics 〜Sound track version〜 [1:49]
30. サンバでサマー [0:52]
31. TOHOHO [0:24]
32. 魅惑の時間 [1:40]
33. コミカルスキップ [1:23]
34. 淡く色づくように [1:40]
35. 乙女恋は至難中 [1:15]
36. お気楽マレット [1:28]
37. 切なさの共鳴 [1:38]
38. 奏で合う物語 [2:48]
39. 満天の世界 [3:17]
40. 美星からのお知らせ [0:18]